# Procambridgea rainbowi
Procambridgea rainbowi är en spindelart som beskrevs av Forster och Wilton 1973. Procambridgea rainbowi ingår i släktet Procambridgea och familjen Stiphidiidae.
Artens utbredningsområde är New South Wales. Inga underarter finns listade i Catalogue of Life.